# Elin Johansson (kampsportare)
Denna artikel behandlar idrottskvinnan Elin Johansson. För författaren Elin Johansson, se Elin Johansson (författare)
Elin Johansson, född 5 augusti 1990 i Skellefteå i Sverige, är en svensk taekwondoutövare. Hon kvalificerade sig till olympiska sommarspelen 2012 i London, där hon förlorade i kvartsfinalen mot australiensiskan Carmen Marton. Hon bor i Skellefteå och tävlar för Skellefteå taekwondo klubb. Johansson tog brons vid EM 2008 och 2012. I VM 2011 slutade hon nia och på VM 2013 åkte hon ut i kvartsfinalen. År 2013 tog hon också hem guldet på den första Grand Prix tävlingen någonsin inom taekwondo. 
2014 rankades Elin Johansson etta i världen i sin viktklass, före fransyskan Haby Niare. 
I juni 2015 tog hon brons vid europeiska spelen i Baku. Vid olympiska sommarspelen 2016 blev Johansson utslagen i första omgången.